# Glenn McLeay

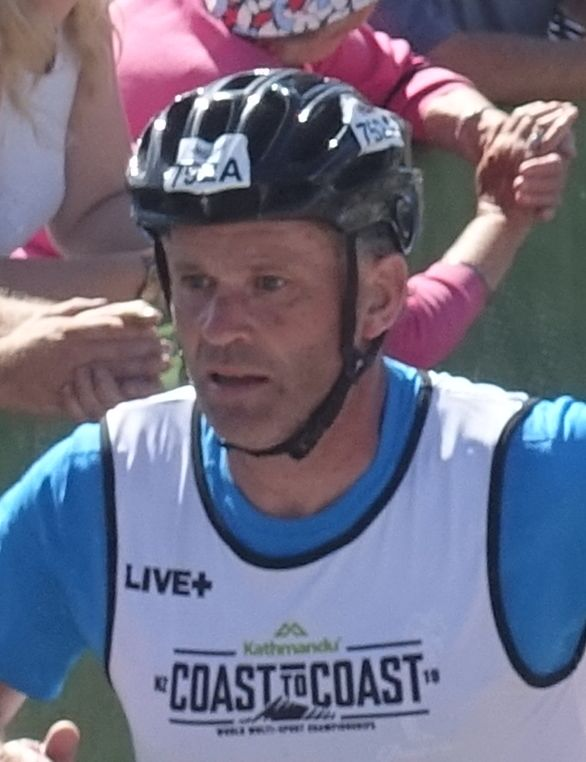
Glenn McLeay

Glenn Leroy McLeay (* 14. August 1968 in Invercargill) ist ein ehemaliger neuseeländischer Radrennfahrer.

## Sportliche Laufbahn
McLeay war Bahnradsportler. Er war Teilnehmer der Olympischen Sommerspiele 1992 in Barcelona. Im Punktefahren kam er beim Sieg von Giovanni Lombardi auf den vierten Platz. In der Mannschaftsverfolgung wurde Neuseeland mit Gary Anderson, Nigel Donnelly, Carlos Marryatt, Stuart Williams und Glenn McLeay auf dem 7. Rang klassiert.
Bei den Olympischen Sommerspielen 1996 in Atlanta war er erneut am Start. Im Punktefahren erreichte er den 9. Platz. 
Bei den Commonwealth Games 1990 gewann er mit Craig Connell, Gary Anderson, Nigel Donnelly und Stuart Williams die Goldmedaille in der Mannschaftsverfolgung, 1994 Silber im Punktefahren.